# Tecnam

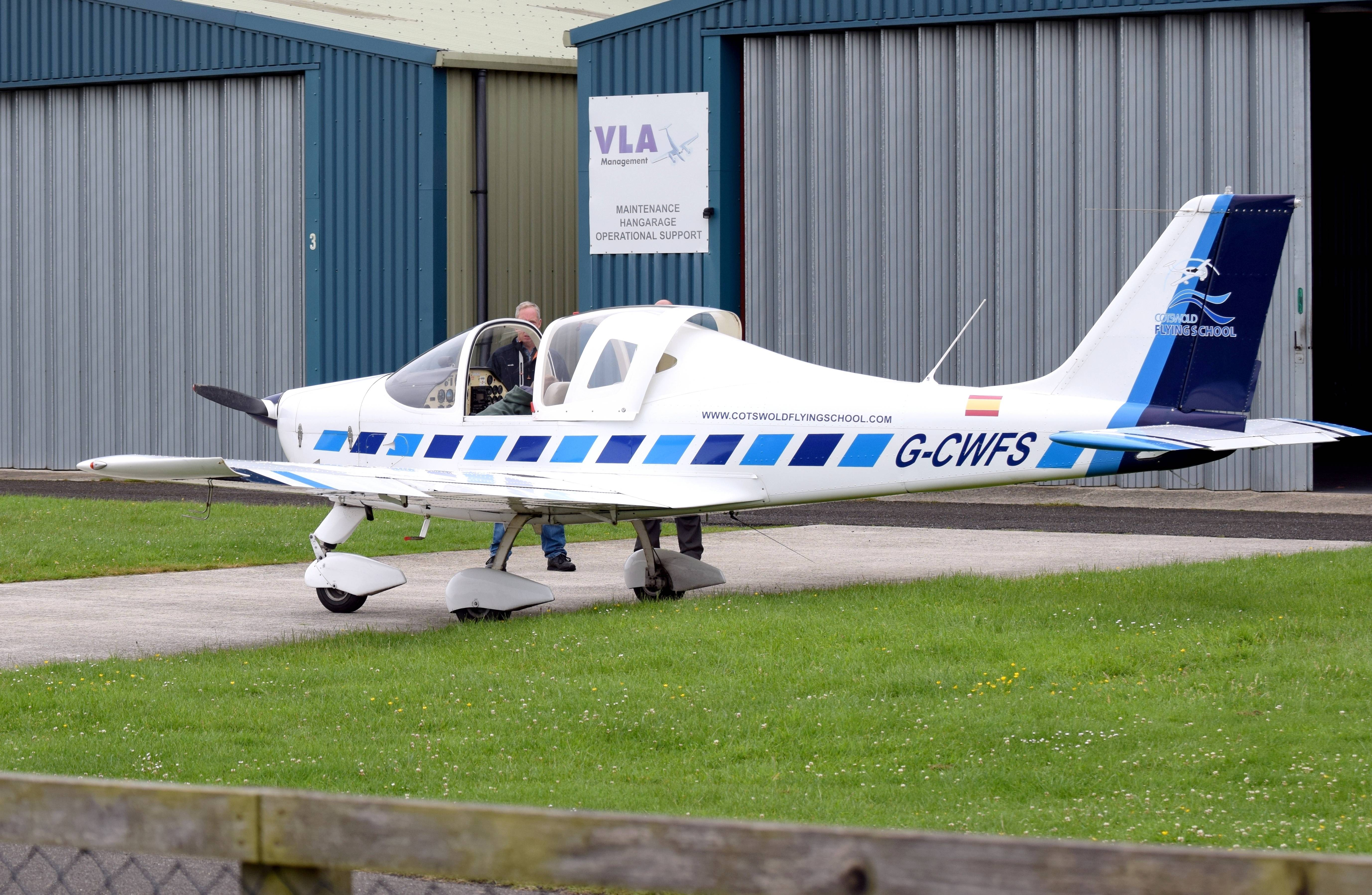
Tecnam P2002 Sierra tại Sân bay Cotswold, Gloucestershire, Vương quốc Anh, 2016

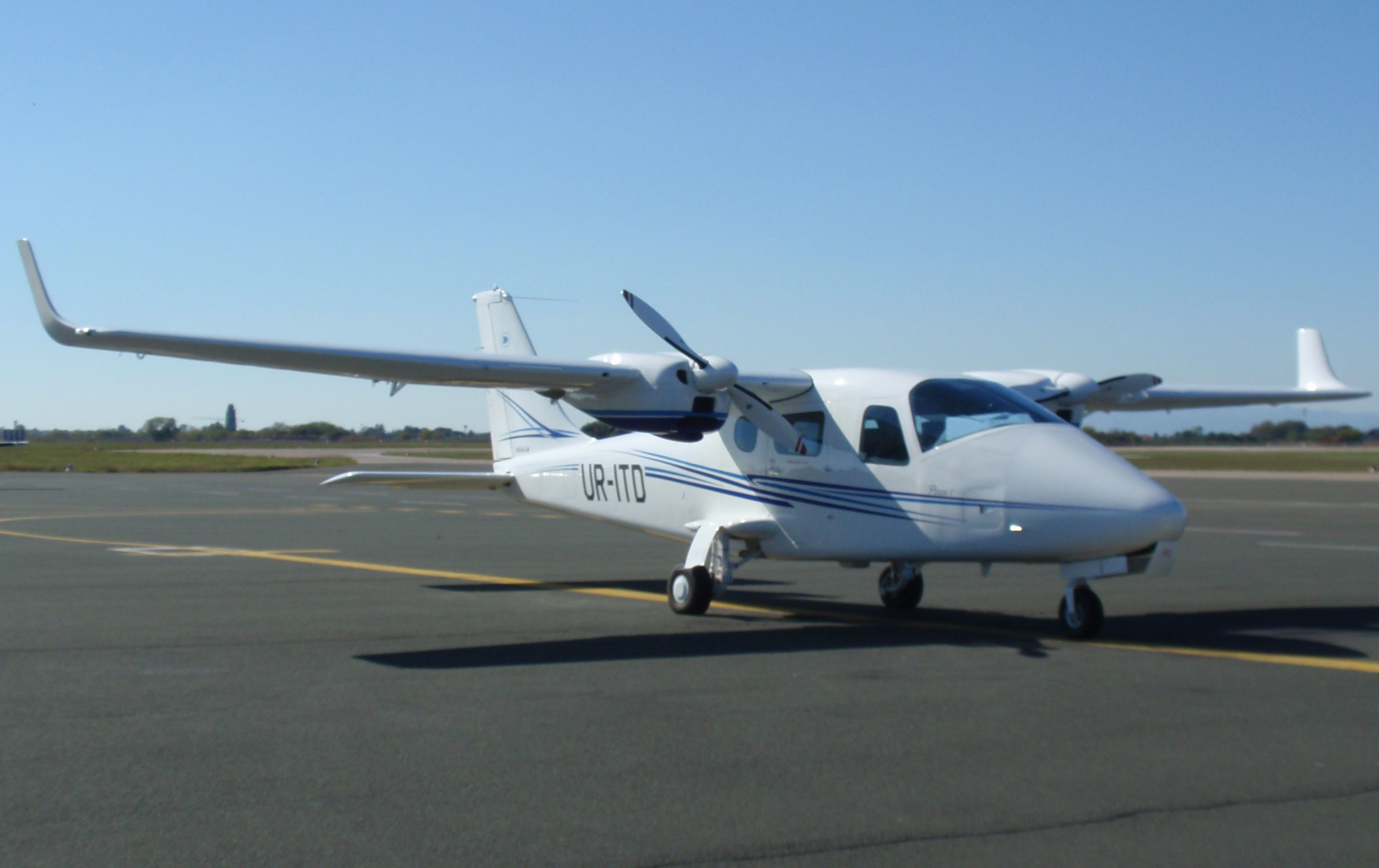
Tecnam P2006T

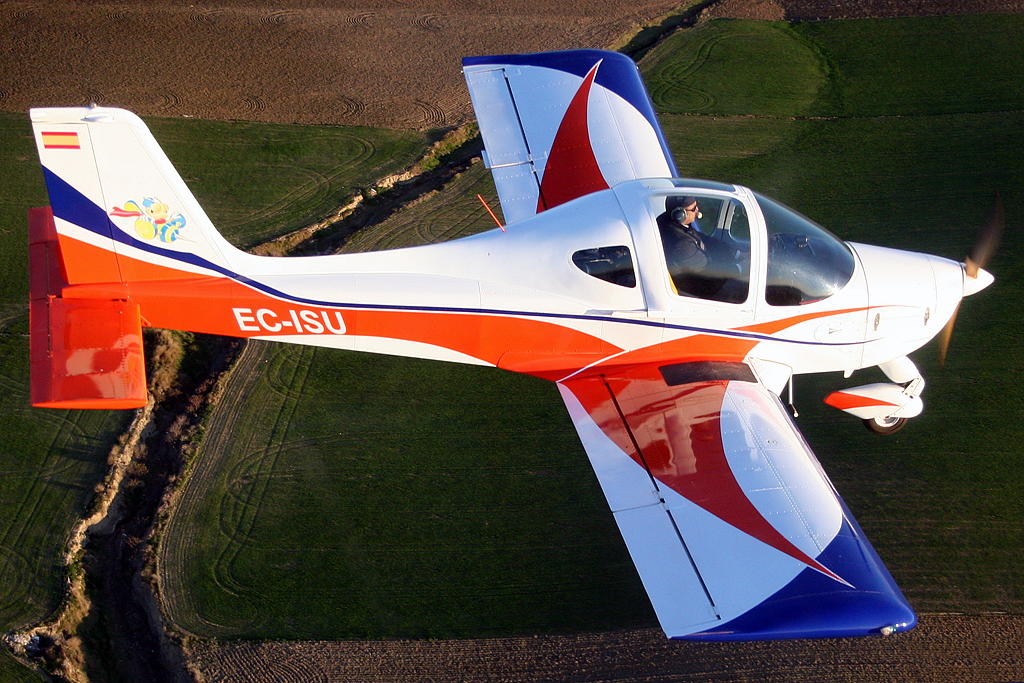
Tecnam P96

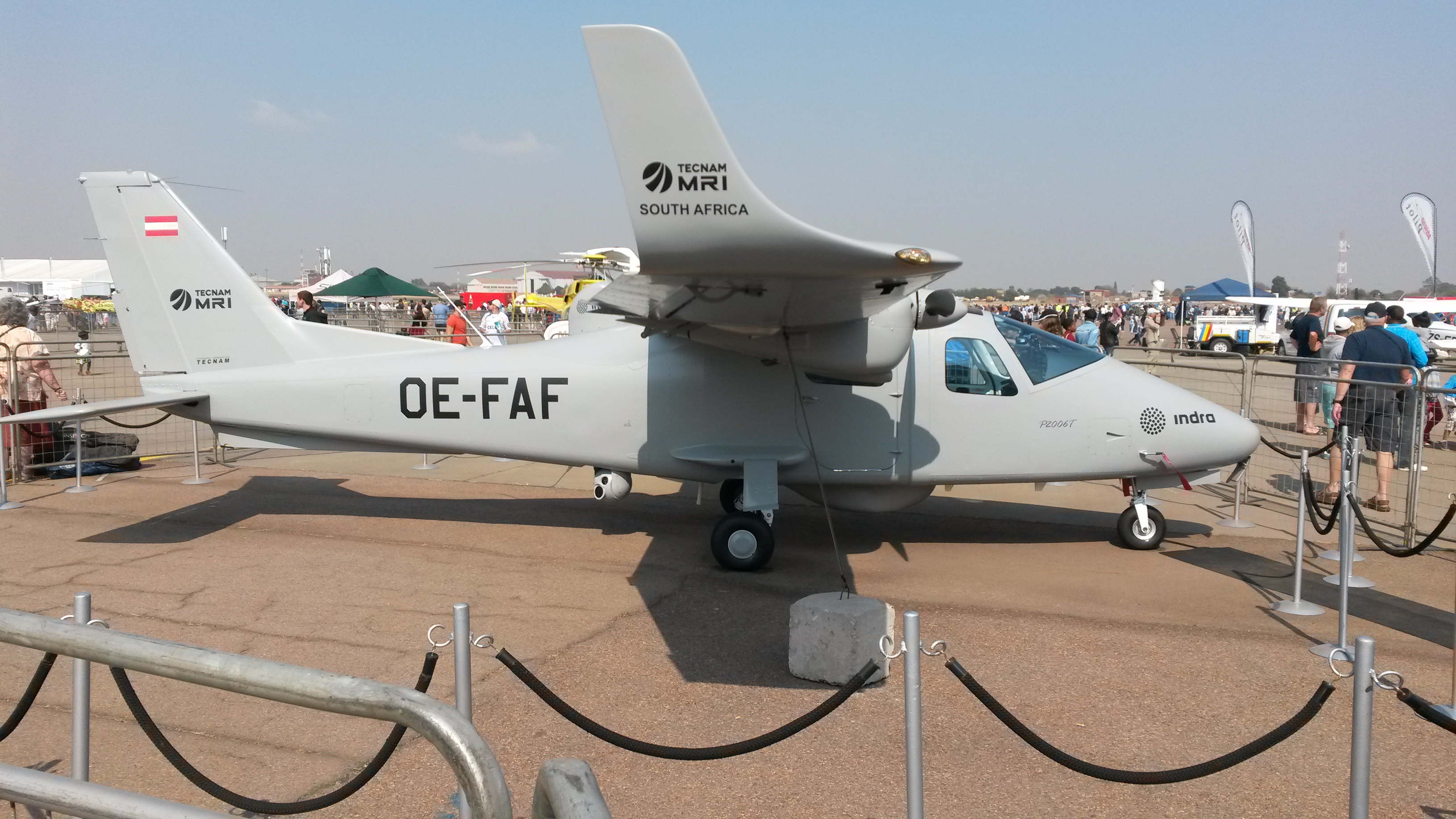
Tecnam P2006T MRI

Costruzioni Aeronautiche Tecnam là một nhà sản xuất máy bay Ý, công ty được thành lập vào năm 1986. Công ty này có hai hoạt động chủ yếu: chế tạo bộ phận máy bay cho các nhà sản xuất khác và chế tạo các máy bay hạng nhẹ cho chính nó.
Đến năm 2015, Costruzioni Aeronautiche Tecnam có ba cơ sở chế tạo. Cơ sở ở Casoria nằm kế bên Sân bay Quốc tế Naples. Cơ sở ở Capua nằm cạnh sân bay Oreste Salomone. Đến năm 2015 một cơ sở được mở ở Sebring, Florida, Hoa Kỳ nhằm hỗ trợ những khách hàng ở Bắc Mỹ.

## Lịch sử
Máy bay thể thao hạng nhẹ Tecnam hiện đang sản xuất là dạng 2-ghế ngồi hàng ngang có cấu trúc monocoque (dịch nghĩa là chịu lực bằng khung vỏ) bằng nhôm và sử dụng động cơ 100 hp Rotax 912S. Đã có vài mẫu đã được công ty sản xuất, bao gồm các dạng cánh cao và thấp, với càng đáp có thể gập được. Một số model có thể có hai thiết kế riêng biệt, một dành cho quy chế hạng máy bay siêu nhẹ, và mẫu dành cho quy chế hàng không chung như là một mẫu máy bay hạng nhẹ. Nhiều máy bay của hãng được phân trong dưới phân nhóm máy bay hạng nhẹ theo EASA VLA (máy bay rất nghẹ) theo luật lệ châu Âu và LSA theo luật lệ Hoa Kỳ.
Máy bay bốn chỗ ngồi-hai động cơ Tecnam P2006T thực hiện chuyến bay đầu tiên vào năm 2007. Nó sử dụng hai động cơ piston 100  sức ngựa Rotax 912S, cánh quạt xoay được, và càng đáp có thể giấu trong thân. P2006T được kiểm định vởi Cơ quan An toàn Hàng Không Âu châu (EASA) vào năm 2009, và đã có khoảng 15 máy bay hiệnBản mẫu:When? bán ra ở châu Âu. Chứng nhận Part 23 FAA được hoàn thành ở Hoa Kỳ vào năm 2010.
Tháng 9 năm 2015 công ty hợp tác với Liaoning United Aviation, một chi nhánh của Tập đoàn Máy bay Thẩm Dương để sản xuất bản Tecnam P2006T được Trung Quốc cấp phép tại Sân bay Faque ở Trung Quốc, nhằm phân phối cho các khách hàng ở Trung Quốc, Hong Kong, Macao và Đài Loan. Phiên bản Tecnam P2008JC hai chỗ ngồi và Tecnam P2010 bốn chỗ ngồi sẽ được sản xuất tại chính nhà máy này.

## Sản phẩm
- Tecnam P92 JS/LY
- Tecnam P92 Echo Super/Eaglet/Classic
- Tecnam P96 Golf
- Tecnam P2002 Sierra
- Tecnam P2004 Bravo
- Tecnam P2006T Very Light Twin
- Tecnam P2008
- Tecnam P2010
- Tecnam Astore
- Tecnam P2012 Traveller
- Tecnam P-Jet